# 미국 개혁교회

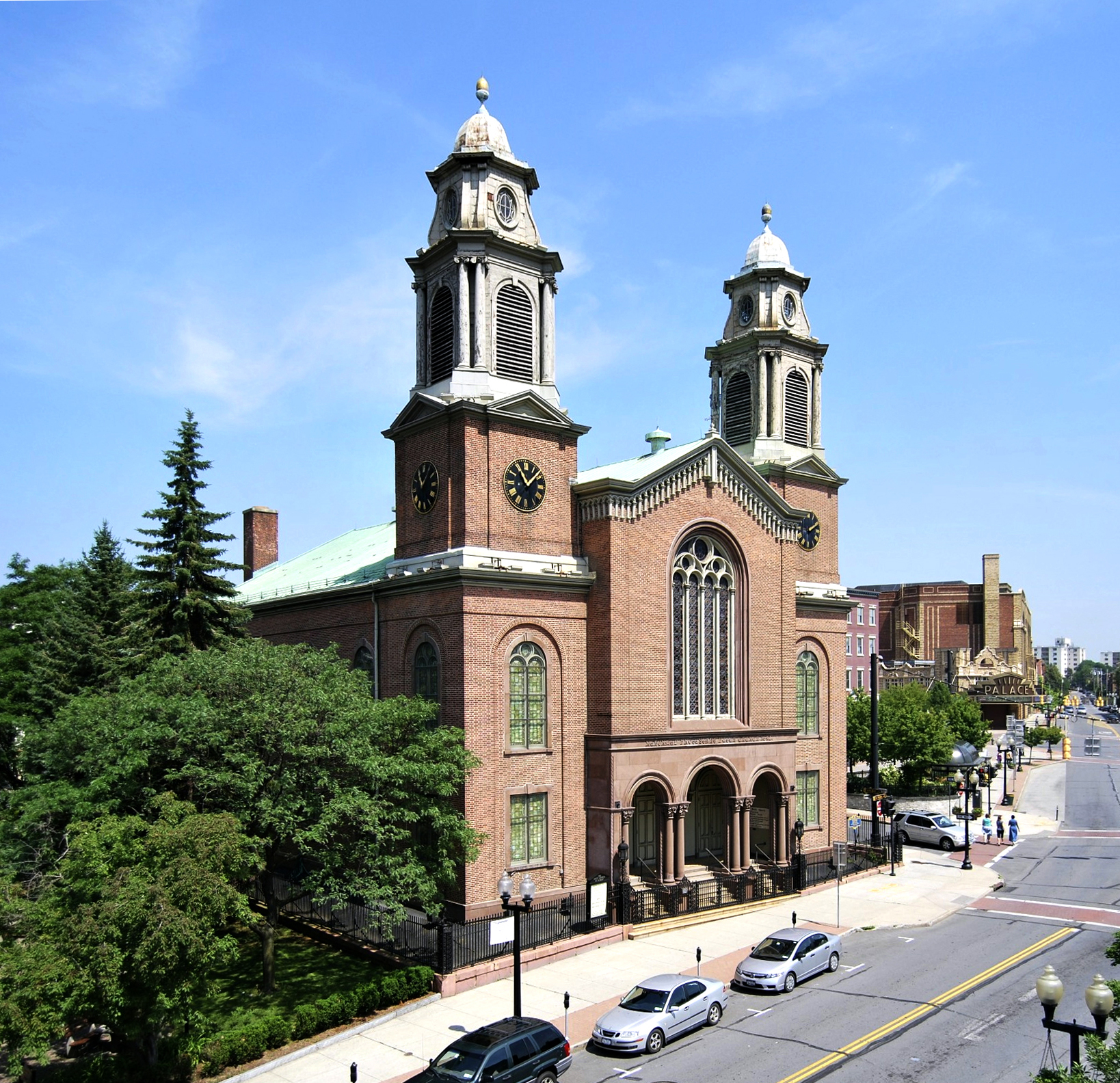
1642년에 시작된 올버니에 있는 첫 개혁 교회

미국 개혁교회(Reformed Church in America , RCA)는 캐나다와 미국의 주류 개혁 개신교 교단이다. 신자 수는 약 20만 명이며 최근 감소 추세이다.  1628년에 시작하여 1819년까지는 화란 개혁교회의 북미 기관이었다. 같은 화란 전통의 교회로 기독교 개혁교회(CRC)가 있다. 호프 칼리지와 웨스턴 신학교, 뉴브런즈윅 신학교를 운영하고 있다.

## 대학교

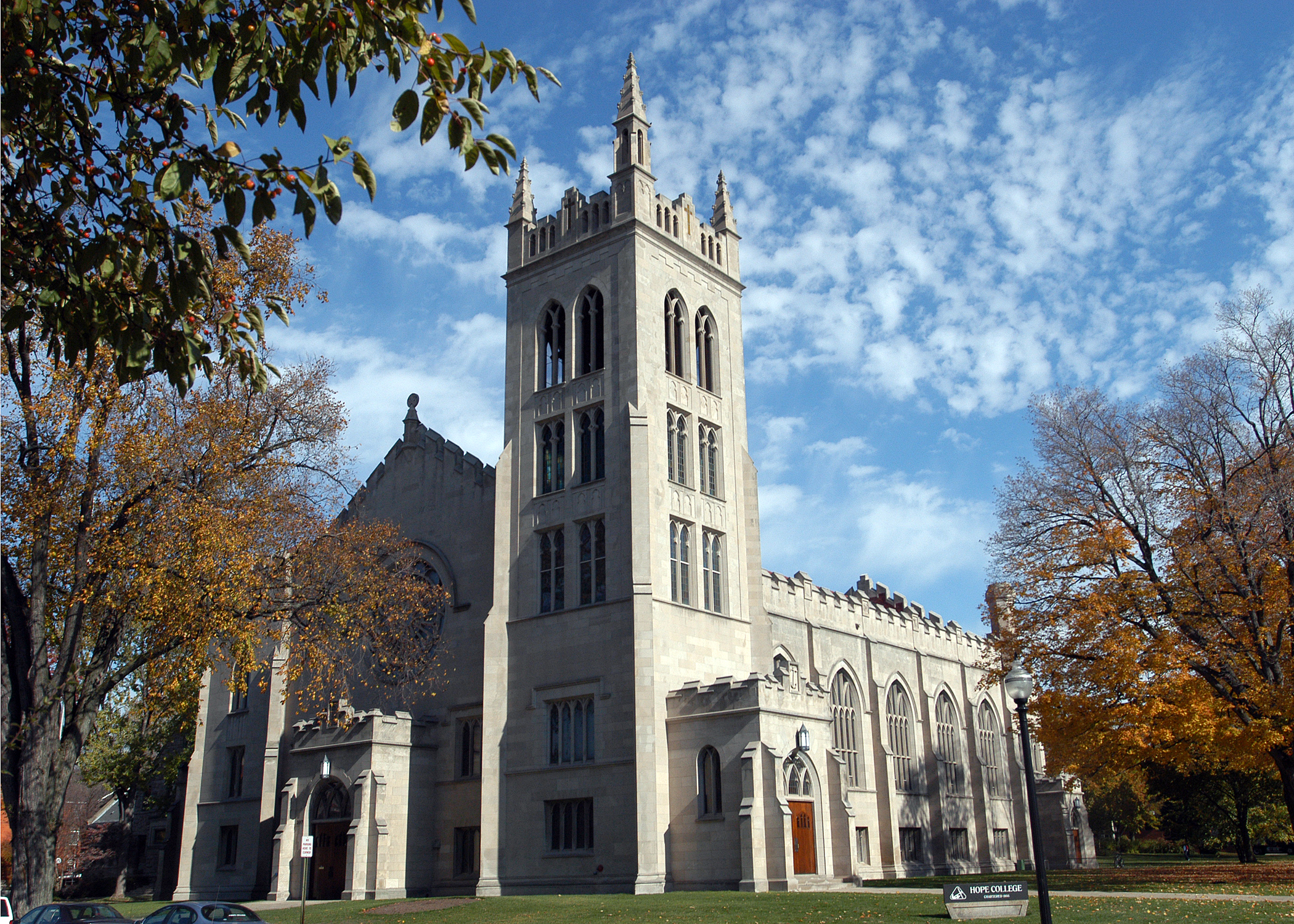
호프 칼리지 채플

### 대학
- 센트럴 칼리지 (아이오와주 펠라)
- 호프 칼리지 (미시간주 홀랜드)
- 노스웨스턴 칼리지 (아이오와주 오렌지 시티)

### 신학교
- 뉴브런즈윅 신학교 (뉴저지주 뉴브런즈윅)
- 웨스턴 신학교 (미시간주 홀랜드)

## 유명한 회원

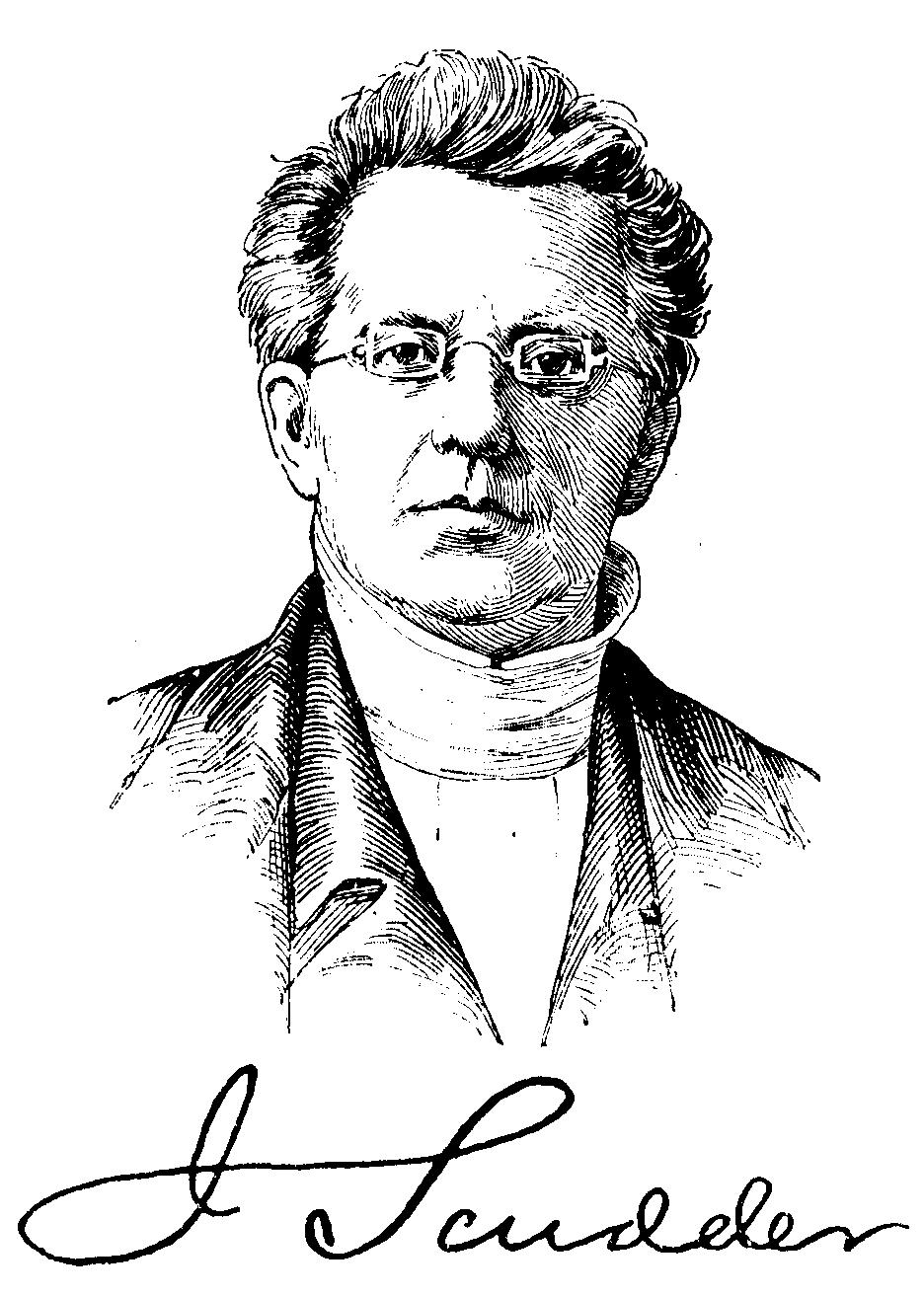
존 스커더 인도 선교사

- 에드워드 윌모트 블리든, 교육자, 작가, 외교관, 정치인
- NFL의 프로 축구 선수 번 덴 허더(1972년 무패 마이애미 돌핀스)
- 에버렛 더크슨, 상원의원
- B.D. Dykstra, 작가 겸 교육자
- 제로니모
- 잭 한나, 미국 동물학자
- 피트 훅스트라, 하원의원
- 에빌 나이벨, 오토바이 스턴트맨 겸 데어데블
- 카일 코버, NBA의 프로 농구 선수
- Francis D. "Hap" Moran, 프로 축구 선수 New York Giants, 미국 개혁교회의 집사 겸 장로
- A. J. Muste, 작가, 교수, 평화주의자
- 짐 낸츠, TV 스포츠 캐스터
- 루이스 P. 포즈만, 철학자
- 노먼 빈센트 필, 설교자
- 시어도어 루스벨트 전 미국 대통령
- 마지 루케마, 하원의원, 로마 가톨릭교회로부터의 개종자
- Albert Janse Ryckman, Mayor of Albany, New York (1702–1703), 알바니 민병대 대장, 17세기 후반의 저명한 알바니 브루마스터, 네덜란드 개혁 교회의 집사
- 존 스커더,아콧 선교사
- 필립 스카일러, 미국 혁명의 지도자
- 로버트 슐러, 방송 설교 목사
- 마틴 밴 뷰런 전 미국 대통령
- Fez Whatley, radio personality
- The Reverend Clark V. Poling, 사제 중 한 사람
- Edward Becenti, Navajo interpreter and son of Chief Judge Becenti (Navajo), translated bible verse and songs into the Navajo language for the Christian Reformed Church in New Mexico
- 바비 슐러, 설교사
- 도널드 트럼프 대통령의 부모 프레드 트럼프와 메리 앤 매클라우드 트럼프

## 같이 보기
- 기독교 개혁교회 (북아메리카)